# Kłodzko

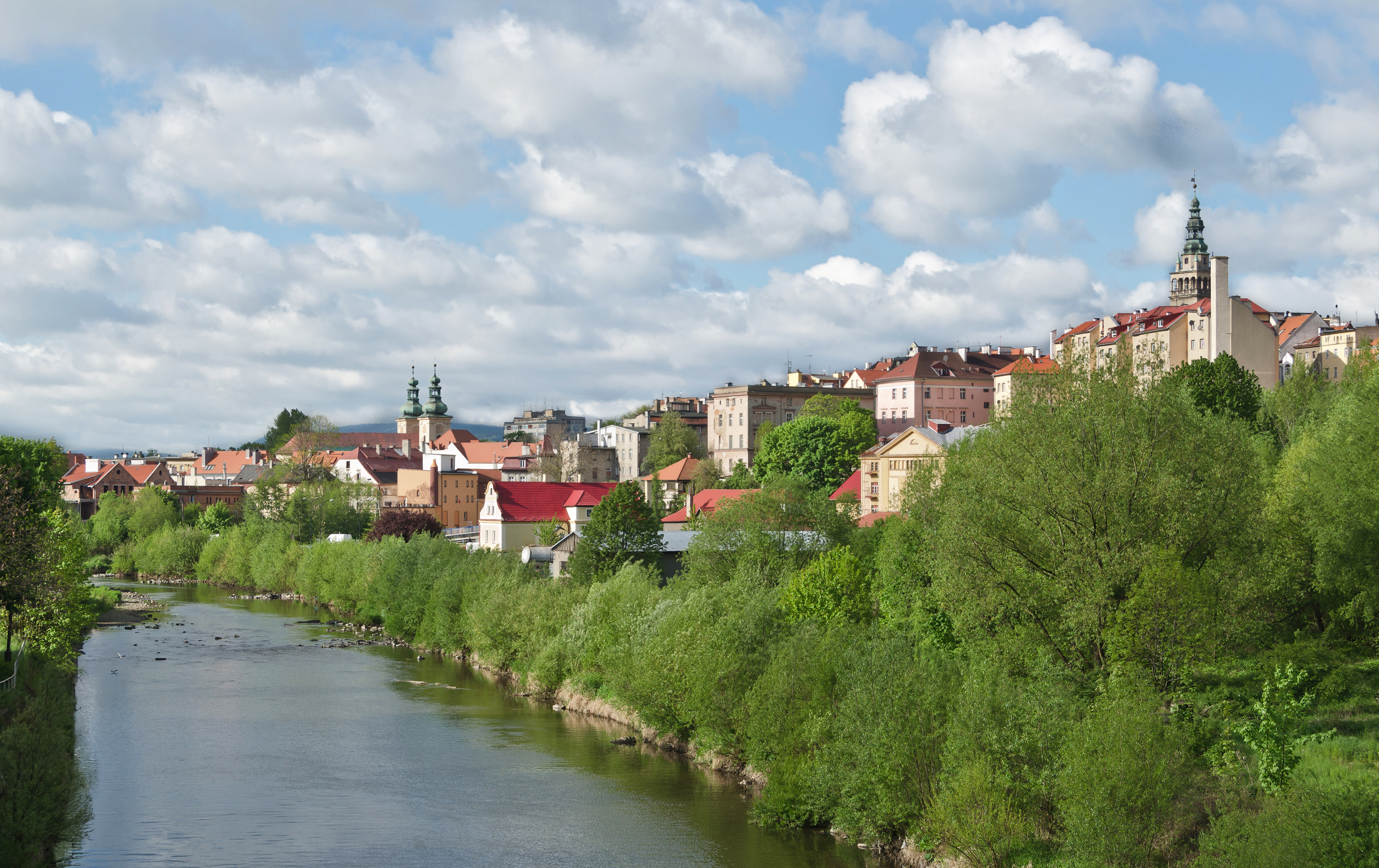
Stadtpanorama an der Glatzer Neiße

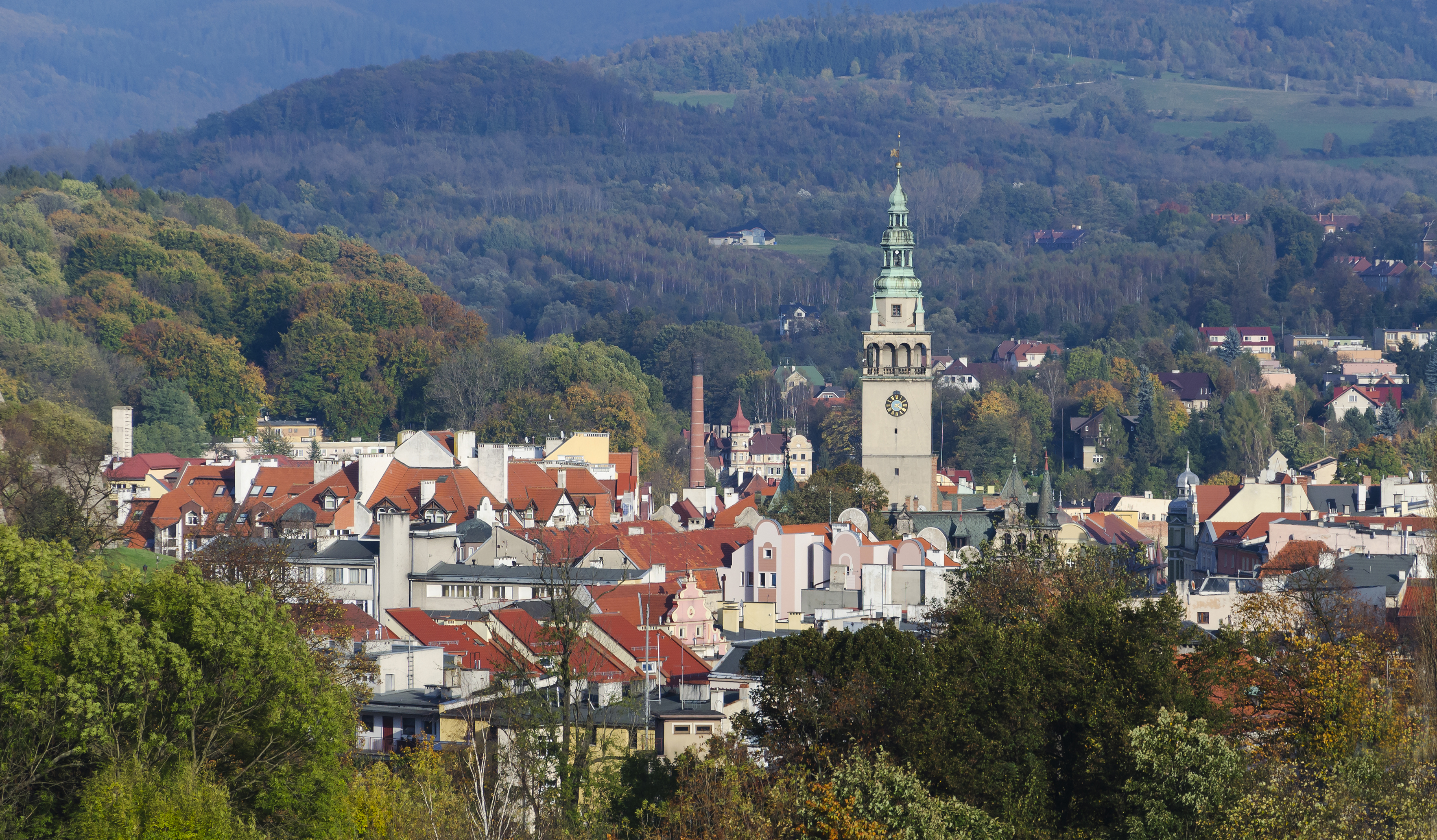
Stadtpanorama (2014)

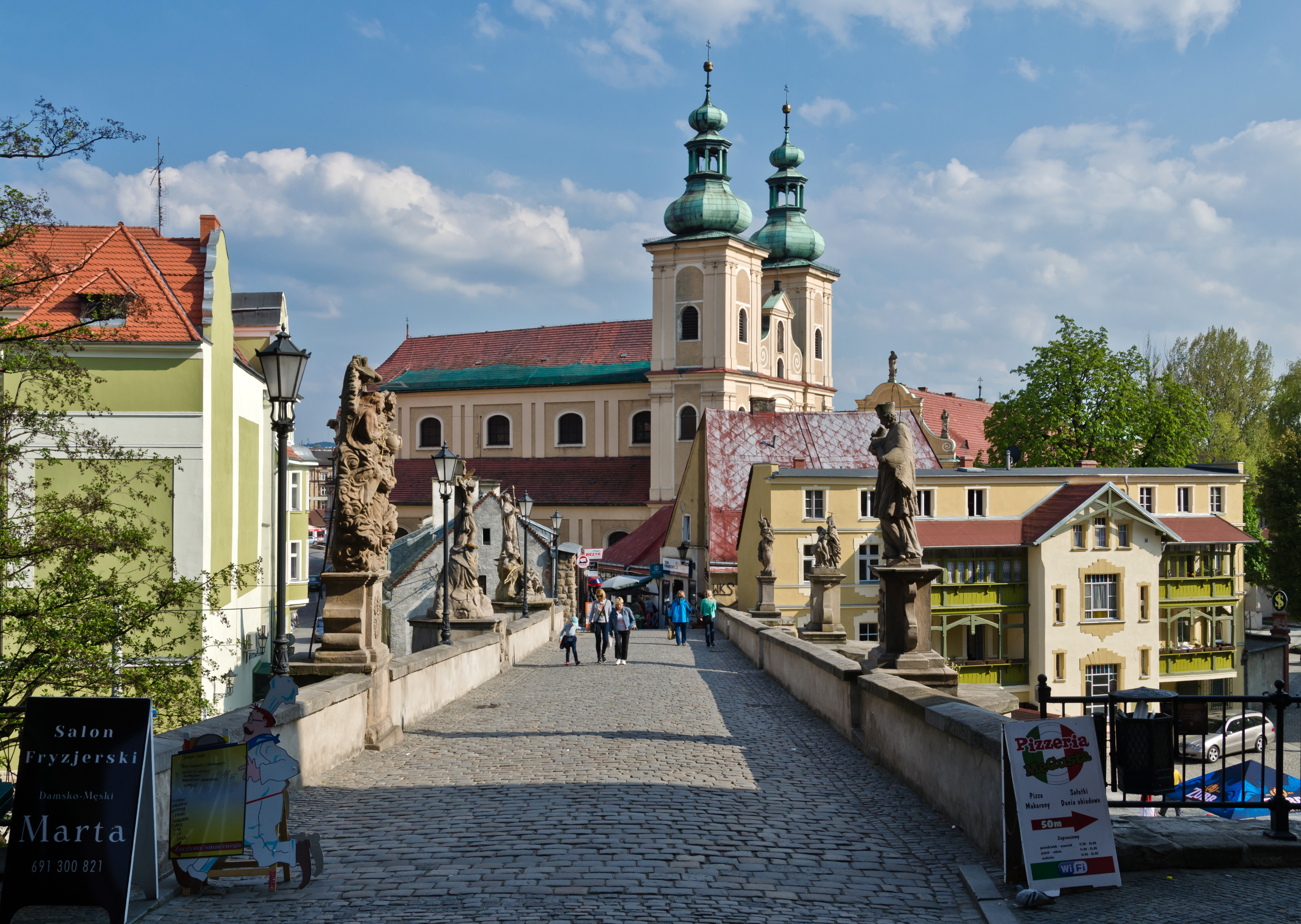
Minoritenkirche St. Maria mit Mühlgrabenbrücke

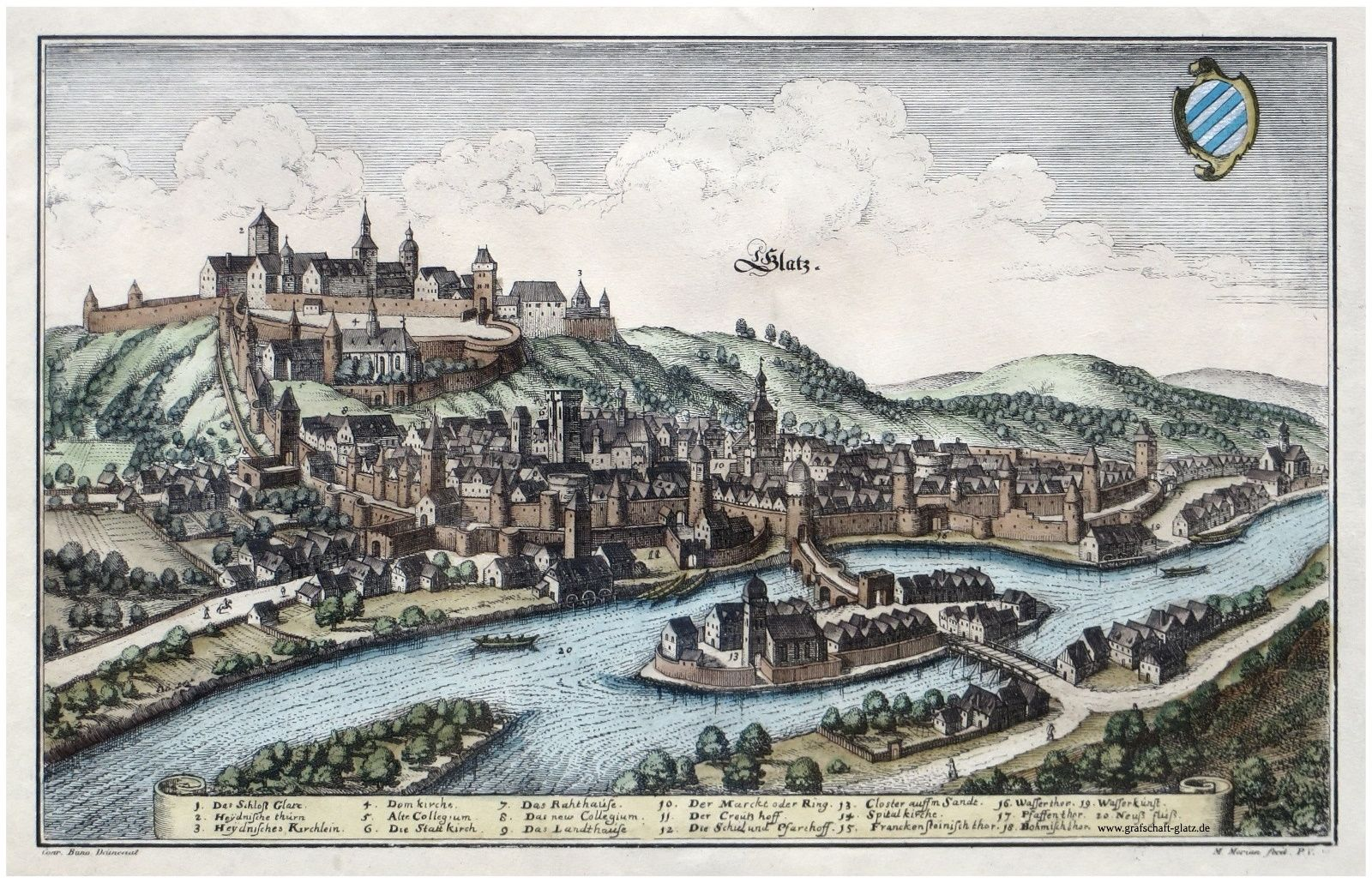
Glatz auf einem Merian-Stich von 1650

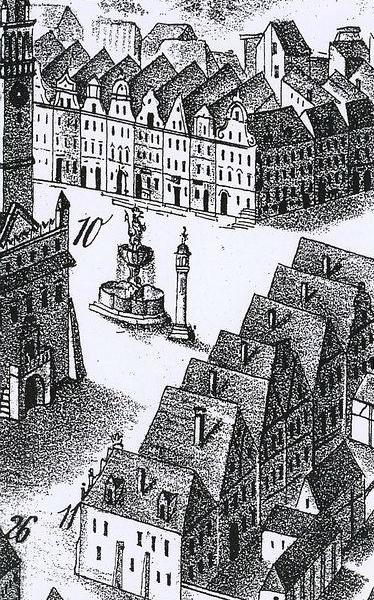
Glatzer Ring im Album Pompejus von 1737

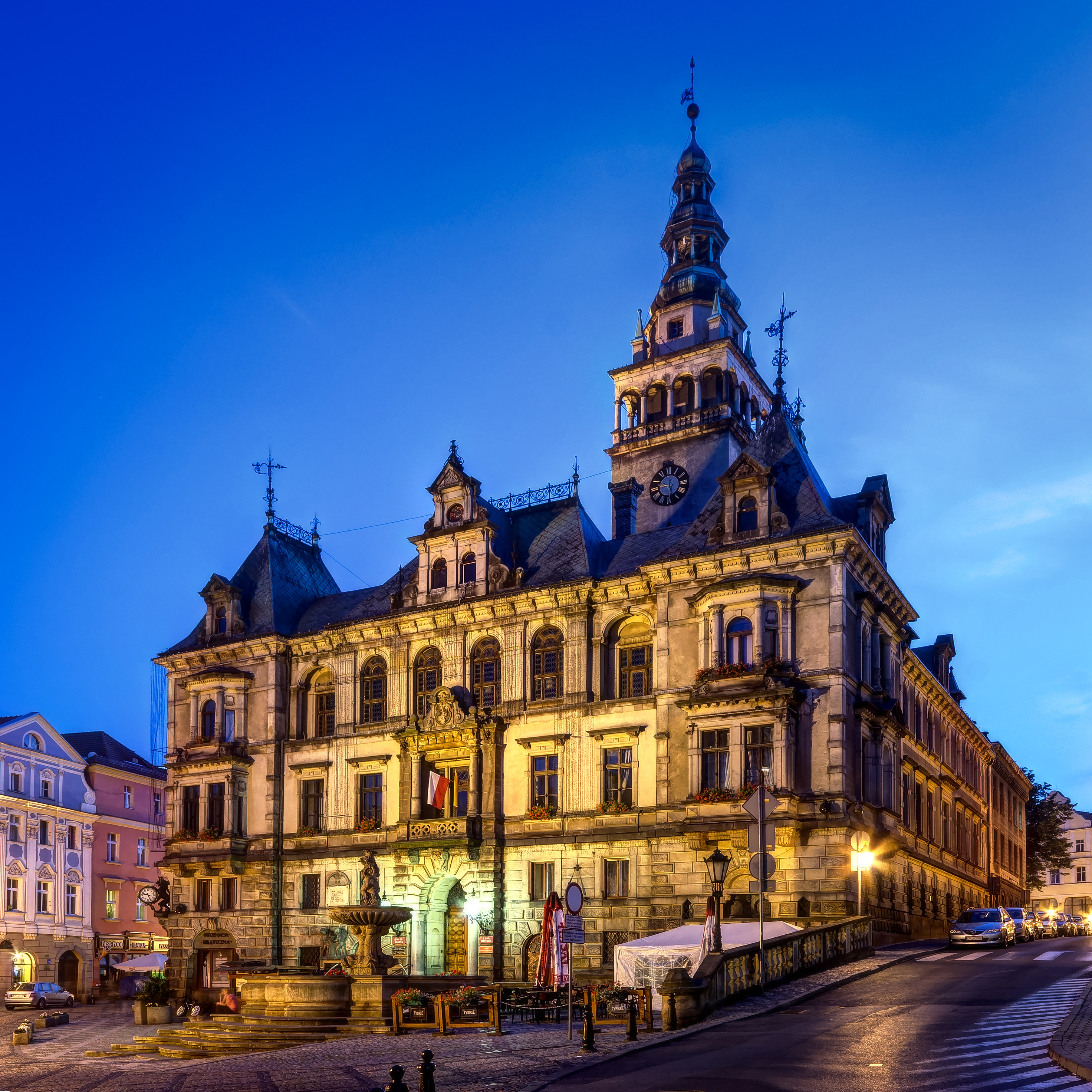
Rathaus

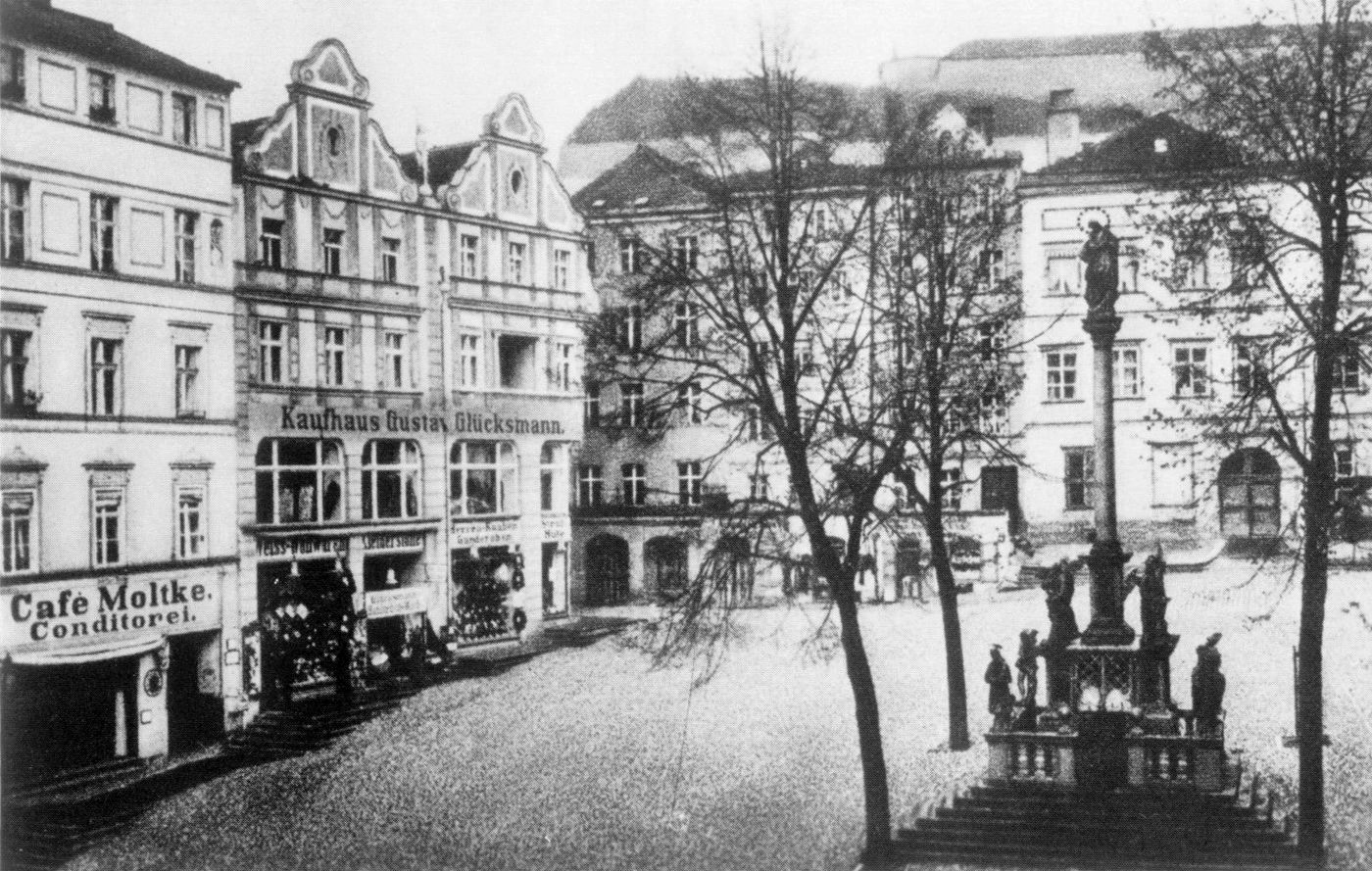
Oberring um 1920

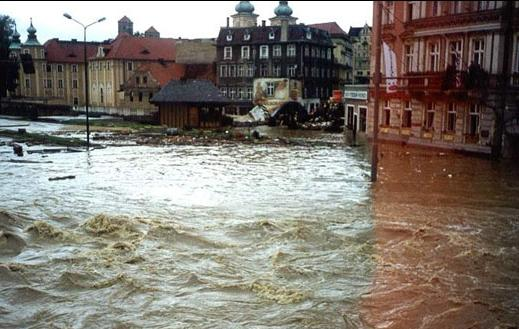
Hochwasser 1997

Kłodzko [ˈkwɔʦkɔ] (deutsch Glatz [ɡlaːʦ]; schlesisch Glootz; tschechisch Kladsko) ist die Kreisstadt des Powiat Kłodzki in der Woiwodschaft Niederschlesien in Polen. Sie hat 26.421 Einwohner (Stand: 31. Dezember 2020) und war die historische Hauptstadt der Grafschaft Glatz.

## Geographische Lage
Kłodzko liegt etwa 80 Kilometer südlich von Breslau im Glatzer Kessel, der von Gebirgen umgeben ist. Diese sind: das Eulengebirge (Góry Sowie) und das Warthagebirge (Góry Bardzkie) im Nordosten, das Reichensteiner Gebirge (Góry Złote) im Osten, das Bielengebirge (Góry Bialskie) im Südosten, das Glatzer Schneegebirge (Masyw Śnieżnika) im Süden, das Habelschwerdter Gebirge (Góry Bystrzyckie), das Adlergebirge (Góry Orlickie) im Südwesten und das Heuscheuergebirge (Góry Stołowe) im Nordwesten. Im Schnittpunkt der Passübergänge über diese Gebirge besitzt Kłodzko eine verkehrsgünstige Lage.
Im Stadtbereich befinden sich zwei Erhebungen: der Schlossberg (369 m) und der Schäferberg (346 m). Durch die Stadt fließt die Glatzer Neiße (Nysa Kłodzka), von der der Mühlgraben (Kanał Młynówka) abgezweigt wird. In die Glatzer Neiße münden im Stadtgebiet von links die Reinerzer Weistritz (Bystrzyca Dusznicka) und von rechts das Hannsdorfer Wasser (Jaszkówka) und der Königshainer Bach (Jodłownik) sowie nördlich der Stadt von links die Steine (Ścinawka).
Kłodzko liegt an der Bahnstrecke Wrocław–Międzylesie, die ein Teil der überregionalen Fernverbindung Breslau–Prag ist. Es besitzt zwei Bahnhöfe, den etwas außerhalb liegenden Hauptbahnhof (Kłodzko Główne) und den Stadtbahnhof (Kłodzko Miasto). Von Kłodzko zweigen die Bahnstrecke Kłodzko–Wałbrzych und die Bahnstrecke Kłodzko–Kudowa Zdrój ab.

## Geschichte
Die Geschichte der Stadt Glatz und ihrer politischen Zugehörigkeit ist eng mit der Geschichte des Glatzer Landes verbunden, das 1459 vom böhmischen König Georg von Podiebrad zur Grafschaft Glatz erhoben wurde. Kirchlich gehörten Stadt und Land von Anbeginn zum Bistum Prag. 1972 wurde beides dem Erzbistum Breslau eingegliedert. Seit 2004 gehören Stadt und Land zum damals neu geschaffenen Bistum Świdnica (Schweidnitz).
Der böhmische Chronist Cosmas von Prag erwähnte die Siedlung erstmals im Jahre 981 als „castellum Kladsko“. Auf dem für Verteidigungszwecke gut geeigneten felsigen Hügel am linken Neißeufer ließ der Böhmenfürst Slavnik, Vater des Heiligen Adalbert, eine gegen Polen gerichtete hölzerne Burg errichten. Diese Burg und der dazugehörige tschechische Marktflecken Kladsko wurden im Streit zwischen Böhmen und Polen mehrmals belagert und zerstört. Nachdem Glatz 1114 kurzfristig an Polen geraten war, ließ Soběslav von Böhmen 1129 die Burg noch stärker befestigen, um die wichtige Straße Prag – Nachod – Glatz – Breslau zu sichern. Der 1137 abgeschlossene Pfingstfrieden von Glatz beendete die Streitigkeiten und festigte die Zugehörigkeit zu Böhmen. Erster bekannter Burggraf von Glatz war 1169 Hroznata, dem 1175 Ryvín/Rivinus und 1177 der Witigone Witiko von Prčice folgten.
Im 12./13. Jahrhundert entwickelte sich das von Tschechen bewohnte Glatz durch deutsche Siedler, die u. a. vom böhmischen König Ottokar II. Přemysl ins Land gerufen worden waren, zum Mittelpunkt des aufstrebenden Glatzer Landes. Unterhalb des Burgbergs entstand eine ummauerte Ortschaft, die bereits 1114 als „urbs“ (Stadt) bezeichnet wurde. Urkundlich belegt sind das Hospital der Johanniter für 1183, die Johanniterkommende um 1243, die nordwestlich der Burg gelegene Wenzelskirche für 1184 und die Marienkapelle auf dem Schlossberg für 1194. Die deutsche Namensform Glatz ist erstmals für das Jahr 1223 belegt. Im Jahr 1275 erhielt Glatz den Status einer Stadt nach Magdeburger Recht. 1334 erwarb die Stadt die städtische Vogtei und damit eine eigene Gerichtsbarkeit.
Ab dem 14. Jahrhundert war die Handwerkerschaft im Rat der Stadt vertreten. Von Bedeutung waren um diese Zeit die Tuchmacherei, die Leinweberei, verschiedene weitere Handwerke, die Bierproduktion und der Handel. Die herausragende Stellung der Stadt zeigte sich darin, dass ihr bis ins 15. Jahrhundert alle anderen Städte des Glatzer Landes hinsichtlich der Abgaben und Dienstleistungen unterstellt waren.
In den Hussitenkriegen konnte sich Glatz verteidigen und blieb von Zerstörungen weitgehend verschont. Nachdem 1454 der böhmische König Georg von Podiebrad das Glatzer Land erworben und es 1459 zur Grafschaft erhoben hatte, wurde Glatz Hauptstadt der gleichnamigen Grafschaft. Sein Sohn, Herzog Heinrich der Ältere von Münsterberg, erster regierender Graf von Glatz, verlegte seinen Wohnsitz in die Stadt Glatz und baute die Burg zu einem Schloss um. Bis ins 16. Jahrhundert existierte in Glatz eine tschechische Minderheit.
Während der Reformation war Glatz ein Zentrum der Lehre Schwenckfelds und anderer Sekten. Im 16. Jahrhundert hob der böhmische König Ferdinand I. den Rechtszug nach Magdeburg auf und machte Prag zum Oberhof für die Glatzer Städte.
Nachdem der Rat der Stadt Glatz die Wahl des Winterkönigs Friedrich von der Pfalz anerkannt und auch nach der Schlacht am Weißen Berge zu ihm gehalten hatte, besetzte die Kaiserliche Armee die Stadt 1622. Sie führte Strafmaßnahmen gegen die Anführer der Schlacht durch und entzog weiteren Personen ihre Privilegien. Während des Dreißigjährigen Krieges wurden 930 der damals 1300 Gebäude zerstört. Zu den Verwüstungen kam 1635 eine Pestepidemie, der 4000 Einwohner zum Opfer fielen, so dass die Stadt weitgehend entvölkert war. Auch 1680 wütete wieder die Pest, die 1500 Tote zur Folge hatte.
Während der Schlesischen Kriege wurde Glatz mehrmals belagert und erobert. Am 8. Januar 1741 griffen die Preußen unter Oberst Camas die Stadt an, sie wurden jedoch abgewehrt. Am 9. Januar 1742 gelang den Preußen die Einnahme der Stadt, am 26. April d. J. auch die Einnahme der Festung. Der österreichische Gegenangriff erfolgte im Dezember 1744 unter General Georg Olivier von Wallis; im Januar 1745 mussten die Österreicher Glatz wieder aufgeben. Am 26. Juli 1760 eroberte Gideon Ernst von Laudon nach nur achttägiger Belagerung Glatz sowie die Festung zurück. Nach dem Hubertusburger Frieden 1763 fiel Glatz endgültig an Preußen. Von den Kriegszerstörungen erholte sich die Stadt – trotz der wirtschaftlichen Maßnahmen Friedrichs des Großen – nur langsam, war jedoch Ende des 18. Jahrhunderts ein wichtiges Handwerks- und Handelszentrum.
In den Napoleonischen Kriegen während des Schlesischen Feldzuges konnte Glatz durch Friedrich Wilhelm von Götzen d. J. verteidigt werden und blieb unbesetzt.
In der zweiten Hälfte des 19. Jahrhunderts stieg die Bevölkerungszahl durch neu erschlossene Baugebiete deutlich an. Gleichzeitig verlor die Festung Glatz ihre militärische Bedeutung und diente als Gefängnis für politische Gefangene. Glatz blieb jedoch Garnisonsstadt. Die Verkehrserschließung durch die Eisenbahn (1874 nach Breslau, 1875 nach Mittelwalde, 1880 nach Waldenburg, 1890 nach Rückers, 1897 Seitenberg, 1902 nach Bad Reinerz und 1905 nach Bad Kudowa) hatte einen bedeutenden wirtschaftlichen Aufschwung zur Folge. Um 1900 hatte Glatz zwei katholische Kirchen, eine evangelische Kirche, eine Synagoge, ein Gymnasium mit Konvikt, eine Reihe unterschiedlicher Fabrikationsbetriebe und war Sitz eines Landgerichts.
Als Folge des Zweiten Weltkriegs fiel Glatz 1945 mit dem größten Teil Schlesiens an Polen. Nachfolgend wurde es in Kłodzko umbenannt. Die deutsche Bevölkerung wurde weitgehend vertrieben. Die neu angesiedelten Bewohner waren teilweise Zwangsumgesiedelte aus Ostpolen, das an die Sowjetunion gefallen war.
Von 1946 bis 1975 gehörte Kłodzko zur Woiwodschaft Breslau, von 1975 bis 1998 zur Woiwodschaft Waldenburg und seither zur Woiwodschaft Niederschlesien. In diesen Jahren entwickelte sich vor allem die Industrie der Stadt. Die Einwohnerzahlen stiegen bis zur Jahrtausendwende kontinuierlich an.
Oft von Hochwassern heimgesucht, verwüstete im Sommer 1997 ein Jahrhunderthochwasser die Stadt: Binnen weniger Stunden stieg die Glatzer Neiße auf einen Pegel von 8,71 m und überflutete einen großen Teil der Stadt.
Wirtschaftliche Schwerpunkte seit Beginn des 21. Jahrhunderts sind Handel, Metallindustrie und der Dienstleistungssektor. Mittels Finanzhilfen der Europäischen Union nach dem EU-Beitritt Polens 2004 und durch Staatsmittel konnten große Teile der Altstadt aufwendig saniert werden.
Durch einen Dammbruch oberhalb von Stronie Śląskie (Seitenberg), war Kłodzko durch das Hochwasser in Mitteleuropa im September 2024 wiederum stark betroffen.

## Bauliche Stadtentwicklung
Die planmäßige Stadtanlage mit einem gitterförmigen Straßennetz entstand am linken Neißeufer unterhalb des Burgbergs. Eine Stadtmauer mit einer Reihe von Türmen, mehreren Toren und Pforten umgab die Ortschaft. Im Jahr 1349 veranlasste der Prager Erzbischof Ernst von Pardubitz die Gründung des Augustiner-Chorherrenstift Glatz. Die Bürger errichteten 1366 auf dem 9200 m² großen Ring das Rathaus. Die erhaltene Brücktorbrücke wurde nach dem Vorbild der Prager Karlsbrücke im letzten Viertel des 14. Jahrhunderts erbaut. Der im 14. Jahrhundert am Platz einer Vorgängerkirche begonnene Bau der Pfarrkirche Mariä Himmelfahrt konnte um 1430 abgeschlossen werden. Um diese Zeit hatte Glatz etwa 250 Häuser und etwa 4000 Einwohner.
Friedrich der Große ließ in der zweiten Hälfte des 18. Jahrhunderts das Schloss abtragen. Damit verschwanden auch die Überreste der mittelalterlichen böhmischen Grenz- und Königsburg. An ihrer Stelle errichteten die Handwerker eine damals moderne Festung, die 1877 als militärische Anlage aufgehoben wurde. Zwischen 1880 und 1911 wurden die Stadttore und ein großer Teil der Stadtmauern abgerissen und Straßen und Grünanlagen angelegt. Viele Häuser, Fabriken und Villen wurden durch den Bauunternehmer Andreas Ernst entworfen und errichtet.
Nach dem Zweiten Weltkrieg, als dringend Wohnraum benötigt wurde, entstanden westlich der Altstadt neue Wohnbauten und eine Kirche. Historische Gebäude in der Altstadt verfielen dagegen (darunter die Häuser der oberen Ringseite), weil das Geld für Sanierungen nicht zur Verfügung stand.

## Wappen
Das Stadtwappen von Kłodzko zeigt in Rot einen goldbewehrten und bekrönten silbernen Löwen mit gekreuztem Doppelschweif. Da das Glatzer Land zum böhmischen Herrschaftsbereich gehörte und 1459 zu einer Grafschaft erhoben wurde, deren Wappen in Rot zwei goldene Schrägbalken waren, hat die Stadt das Sinnbild ihrer ursprünglichen Zugehörigkeit zum Königreich Böhmen beibehalten. Der Böhmische Löwe erscheint schon in einem großen Siegel aus dem 13. Jahrhundert. Er hat sich bis in die heutige Zeit überliefert.

## Sehenswürdigkeiten

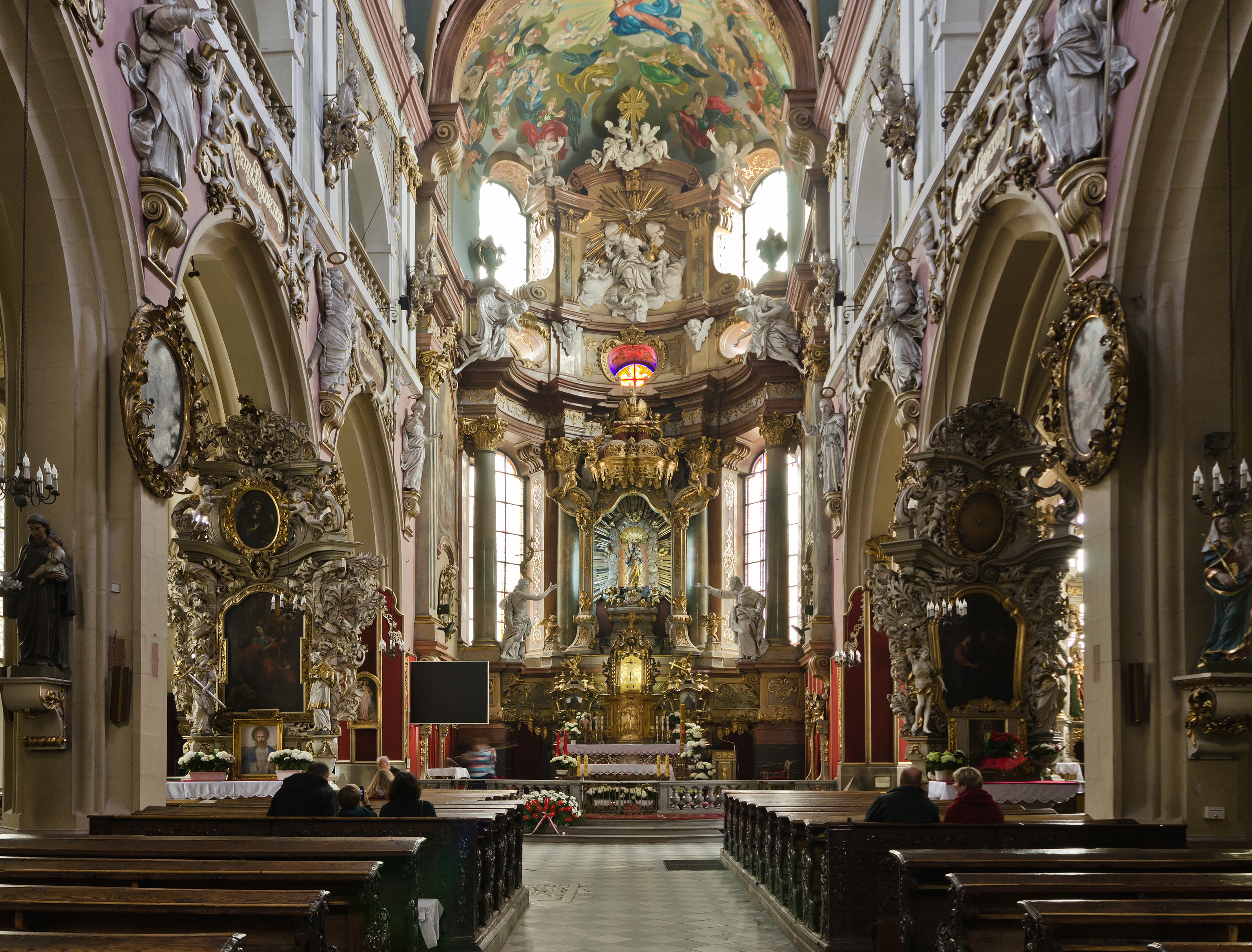
Innenansicht der Pfarrkirche Mariä Himmelfahrt

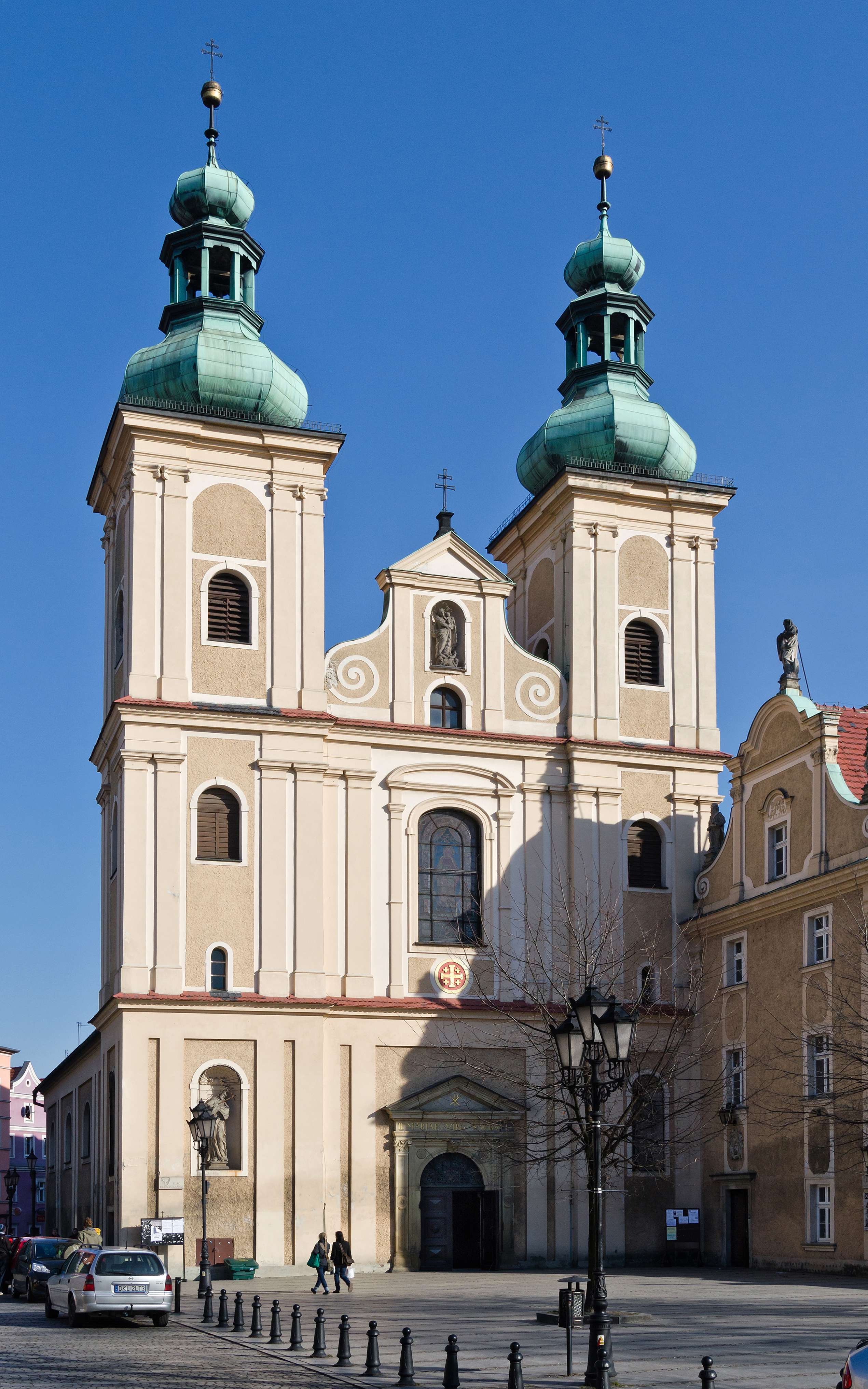
Minoritenkirche

- Die Pfarrkirche Mariä Himmelfahrt (Kościół Wniebowzięcia Najświętszej Maryi Panny) wurde nach 1364 durch die Prager Bauhütte aus einem Vermächtnis des Prager Erzbischofs Ernst von Pardubitz an der Stelle einer Vorgängerkirche errichtet. Sie ist die bedeutendste Stätte der Glatzer Kunst. Am 15. August 2016 wurde sie durch Bischof Ignacy Dec von Świdnica (Schweidnitz) zu einer Stiftskirche erhoben.[6][7]
- Die Minoritenkirche St. Maria (Kościół Matki Bożej Różańcowej), wurde von 1628 bis 1631 erbaut. Die Neorenaissance-Ausstattung ist aus dem letzten Viertel des 19. Jahrhunderts. Im Refektorium des angrenzenden Klosters befinden sich Fresken von Felix Anton Scheffler von 1744.
- Die St.-Georgs-Kirche (Kościół Św. Jerzego) wurde erstmals 1275 urkundlich erwähnt. Sie wurde mehrmals neu aufgebaut und diente von 1834 bis 1945 als evangelische Garnisonkirche.
- Auf dem Weg nach Königshain (Wojciechowice) steht die Marienwallfahrtsstätte Maria Trost auf dem Spittelberg.
- Die Festung Glatz, ehemals böhmische Grenzburg, wurde im 15. Jahrhundert zu einem Schloss und nach dem Dreißigjährigen Krieg zu einer Festung umgebaut. Das Festungsgelände befindet sich auf dem 369 Meter hohen Schlossberg an der nördlichen Seite der Glatzer Altstadt.
- Das Rathaus (Ratusz) wurde von 1887 bis 1890 nach Entwurf des Architekten Ewald Berger im Neorenaissance-Stil errichtet. Es befindet sich auf dem Glatzer Ring und wurde um den erhaltenen Rathausturm von 1654 herum gebaut.[8]
- Die Mariensäule entstand nach Entwürfen des Glatzer Bildhauers Hans Adam Beyerhoff 1682 zum Gedenken an die Pestopfer.
- Unterirdische Besichtigungsstrecke in Kłodzko. 600 m historische Gänge unter der Altstadt.[9]
- Östlich des Rathauses steht der barocke Löwenbrunnen von 1700 mit dem doppelschwänzigen Böhmischen Löwen.
- Das Jesuitenkolleg Glatz wurde von 1654 bis 1690 nach Entwurf von Carlo Lurago durch die Baumeister Francesco Canevale und Andrea Carove errichtet. Nach dem Übergang an Preußen 1742/63 und der Aufhebung des Jesuitenordens und wurde dem „Katholischen Königlichen Gymnasium Glatz“ zugewiesen. Nach dem Übergang an Polen 1945 wurde in den Gebäuden ein Allgemeinbildendes Gymnasium (polnisch Liceum Ogólnokształcące) eingerichtet.
- Das ehemalige Jesuitenkonvikt wurde 1664 nach einem Entwurf von Carlo Lurago durch Andrea Carove erbaut. Es beherbergt seit den 1990er Jahren das Muzeum Ziemi Kłodzkiej (Museum des Glatzer Landes).
- Die Brücktorbrücke (Most świętego Jana) ist eine Steinbogenbrücke in der Altstadt von Glatz, die nach dem Vorbild der Prager Karlsbrücke gestaltet wurde und den Mühlgraben der Stadt, einen Nebenarm der Glatzer Neiße, überspannt. In der Barockzeit erhielt sie sechs steinerne Figuren als Brückenschmuck.

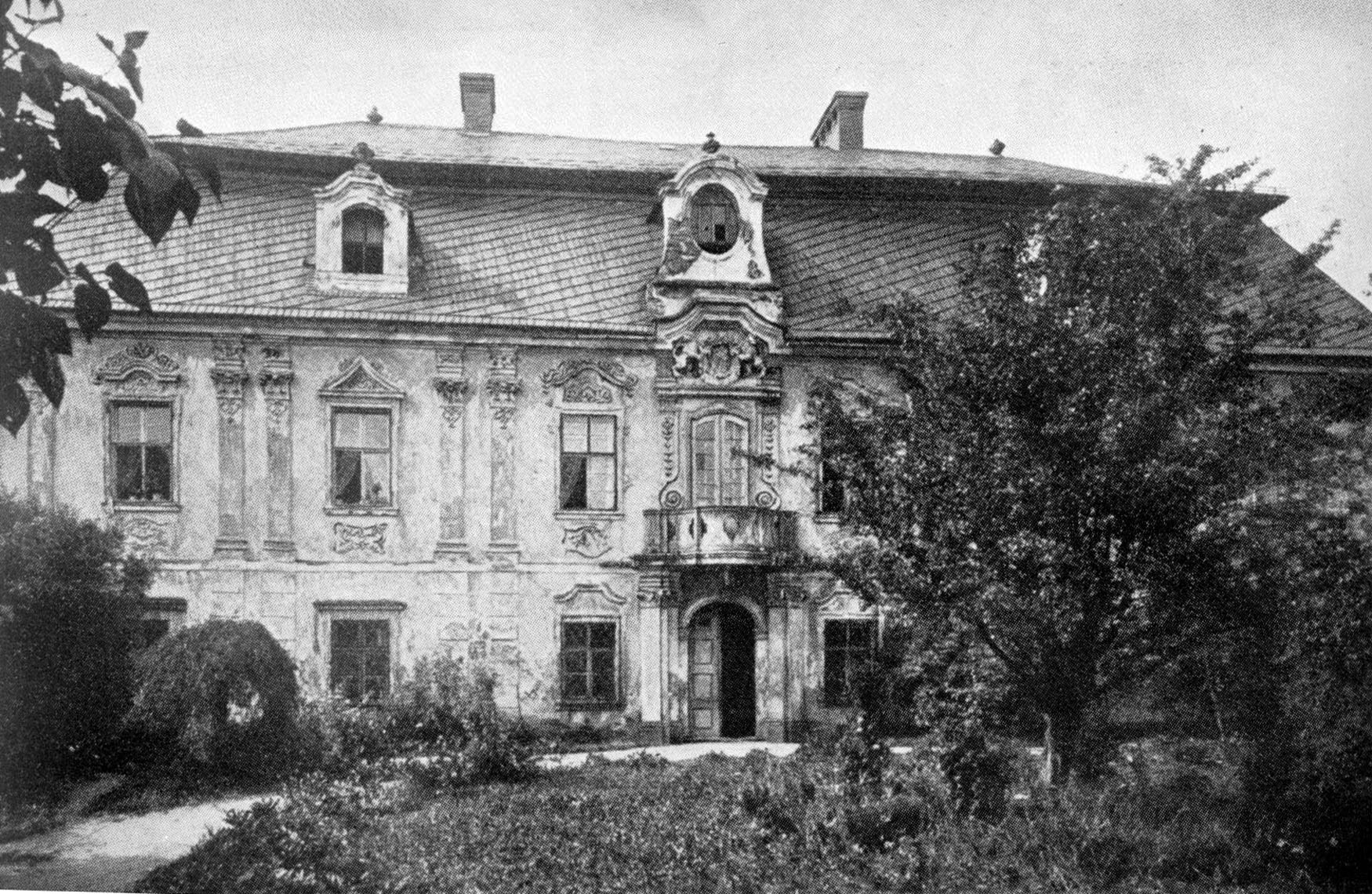
Schloss Hassitz in Glatz, 1975 abgebrannt

## Landgemeinde Kłodzko
Die Stadt Kłodzko ist Verwaltungssitz der Landgemeinde Kłodzko, gehört ihr aber als eigenständige Stadtgemeinde nicht an. Die Landgemeinde zählt auf einer Fläche von 252,25 km² 16.986 Einwohner (Stand: 31. Dezember 2020) und gliedert sich in 35 Schulzenämter.

## Einwohnerentwicklung
| Jahr | Einwohnerzahl | Anmerkungen |
| ---- | ------------- | --- |
| 1787 | 04.330        | ohne die Garnison (zwei Regimenter Infanterie, eine Artillerie-Kompanie, eine Minierer-Kompanie) |
| 1816 | 05.510        | mit Zubehör; nach anderen Angaben 7.557 Einwohner (mit der Garnison) |
| 1825 | 06.287        | darunter 861 Evangelische, 57 Juden |
| 1840 | 07.654        | davon 1.179 Evangelische, 6.415 Katholiken, 60 Juden |
| 1843 | 07.777        | am Jahresende, davon 1.169 Evangelische, 6.506 Katholiken, 102 Juden |
| 1852 | 10.656        | [ 15 ] |
| 1867 | 11.821        | am 3. Dezember |
| 1871 | 11.541        | mit der Garnison (drei Bataillone Nr. 18, ein Bataillon Landwehr Nr. 11 und Artillerie), darunter 1500 Evangelische; nach anderen Angaben 11.545 Einwohner (am 1. Dezember), davon 1942 Evangelische, 9374 Katholiken, drei sonstige Christen, 226 Juden |
| 1890 | 13.501        | davon 2.357 Evangelische, 10.917 Katholiken und 221 Juden |
| 1900 | 14.926        | mit der Garnison (Infanterieregiment Nr. 38), davon 2.564 Evangelische und 183 Juden |
| 1925 | 16.563        | davon 3.461 Evangelische, 12.867 Katholiken, 18 sonstige Christen und 125 Juden |
| 1933 | 19.000        | davon 3.932 Evangelische, 14.830 Katholiken, 32 sonstige Christen und 115 Juden |
| 1939 | 20.575        | davon 4.479 Evangelische, 15.555 Katholiken, 15 sonstige Christen und 26 Juden |

Anzahl Einwohner  bis 2010

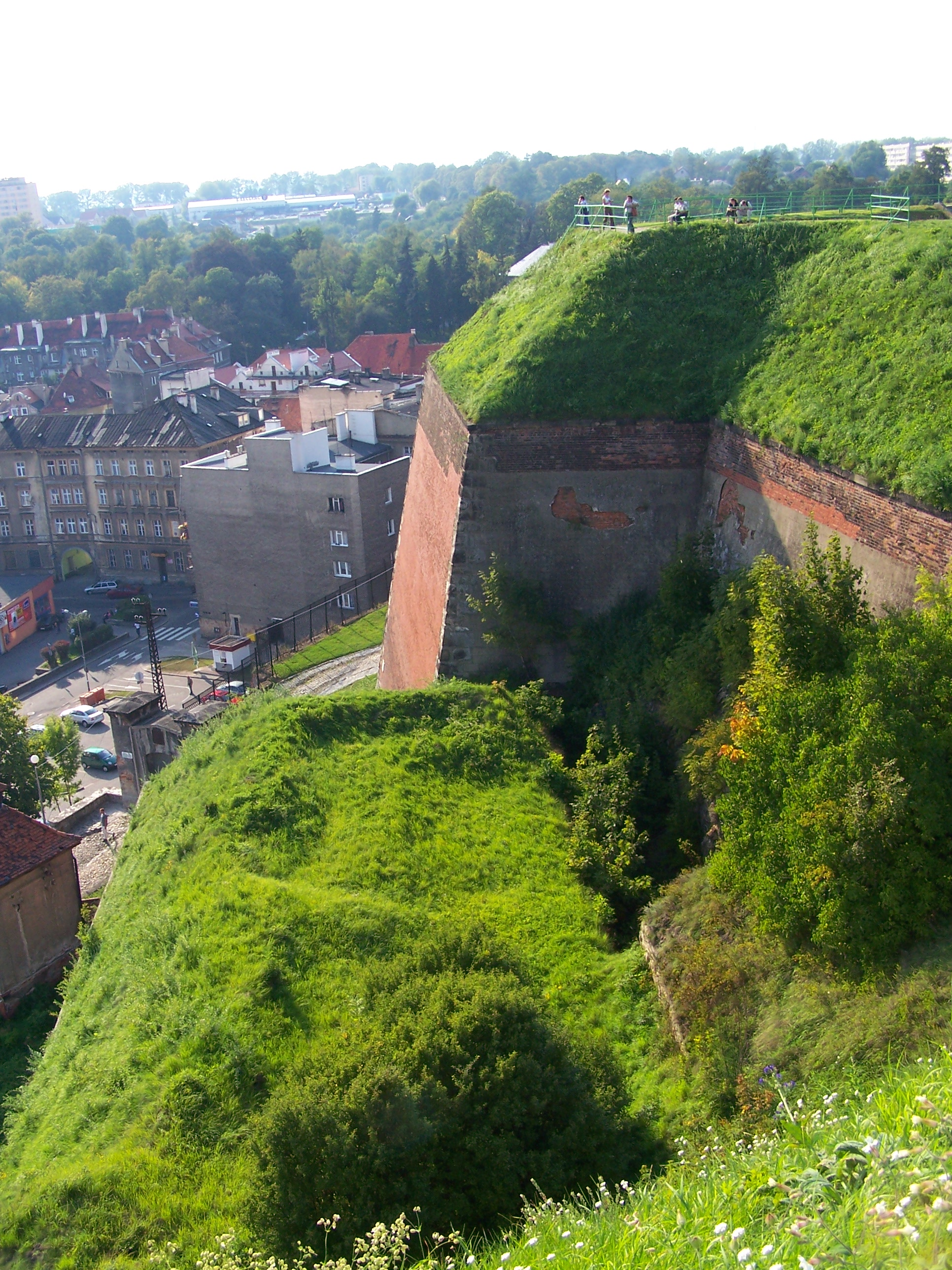
Mauerwerk der Ruine der Festung Glatz

Im Jahr 2009 bestand die Bevölkerung zu 53,4 Prozent (=14.962) aus Frauen und zu 46,6 Prozent (=13.041) aus Männern.

## Persönlichkeiten

### Ehrenbürger
- Georg Stolle (1938–2020), deutscher Politiker und Bürgermeister von Bensheim, Ehrenbürger von Kłodzko (2019)
- Manfred Spata (* 1944), deutscher Geodät und Kartenhistoriker in Bonn, Ehrenbürger von Kłodzko (2024)[18]

### Söhne und Töchter der Stadt

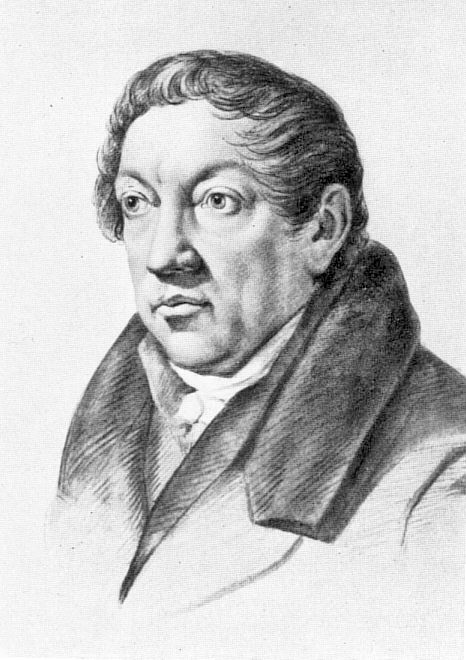
Friedrich Wilhelm Riemer

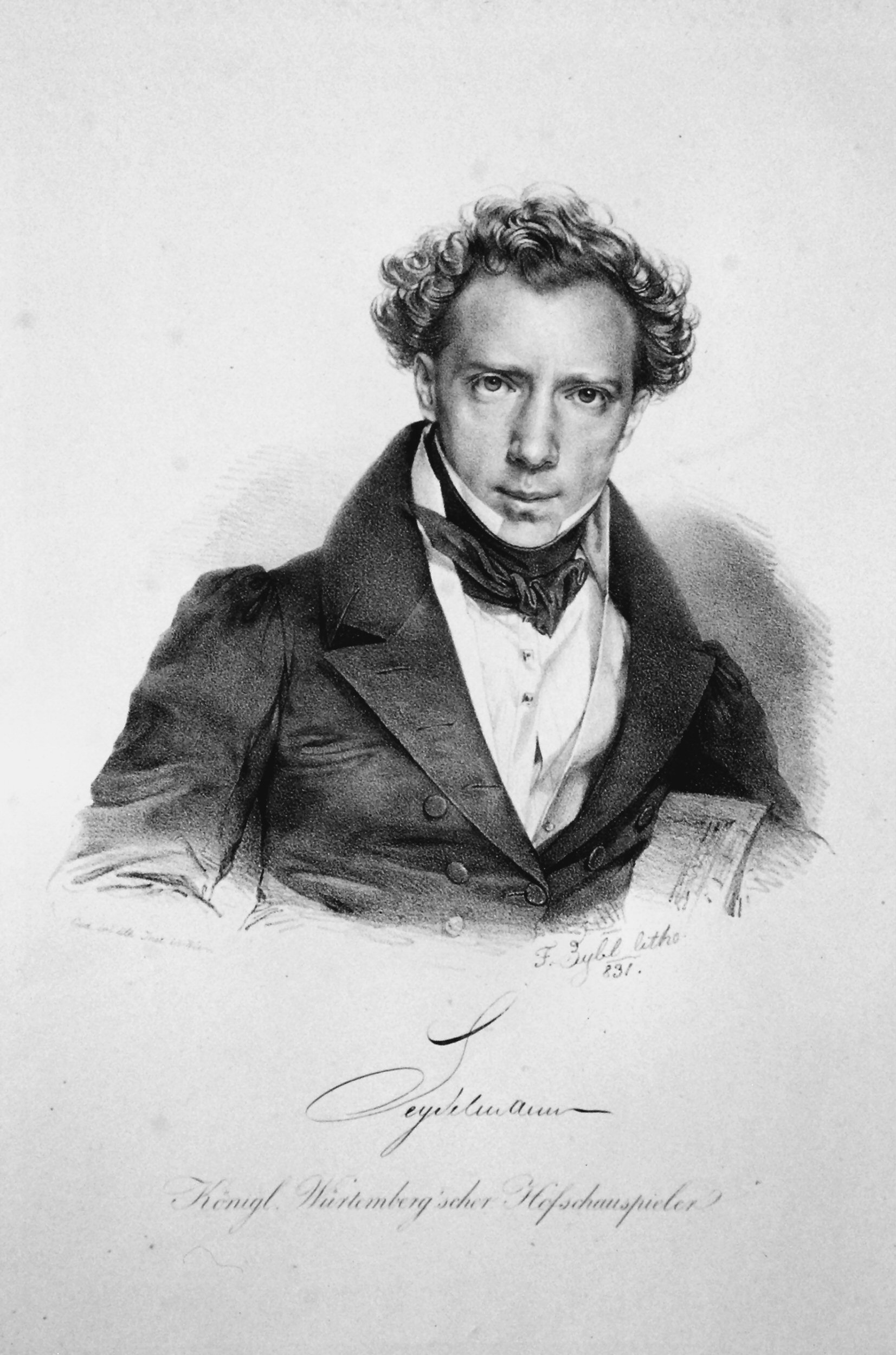
Karl Seydelmann 1831

- Ernst von Pardubitz (1300–1364), Erzbischof von Prag
- Urban Emmerich (1379–1470), Bürgermeister von Görlitz
- Georg Emmerich (1422–1507), Pilgerfahrer, Kaufmann, Bürgermeister von Görlitz
- David Origanus (1558–1628), deutscher Mathematiker, Philologe und Astronom
- Karl II. von Liechtenstein-Kastelkorn (1623–1695), Bischof von Olmütz
- Johann Christoph Schambogen (1636–1696), Professor und Rektor der Karls-Universität Prag
- Johann Christoph Pezel (1639–1694), Komponist und Stadtpfeifer
- Johann Georg Heinsch (1647–1712), böhmischer Maler
- Kaspar Knittel (1644–1702), Jesuit, Philosoph und Mathematiker sowie Rektor der Karlsuniversität Prag
- Michael Friedrich Graf von Althann (1680–1734), Bischof von Waitzen, Vizekönig des Königreichs Neapel und Sizilien, Kardinal
- Johann Franz Hoffmann (1699/1701 – um 1766), Barockmaler
- Michael Karl von Althann (1702–1756), Erzbischof von Bari, Bischof von Waitzen
- Andreas Faulhaber (1713–1757), römisch-katholischer Geistlicher
- Karl Winter (1733–1810), römisch-katholischer Priester und Dechant
- Friedrich Wilhelm Riemer (1774–1845), Altphilologe, Sekretär von Johann Wolfgang von Goethe
- Franz Weiß (1778–1830), Bratschist und Komponist
- Joseph Schall (1785–1867), Miniaturmaler, Kupferstecher, Lithograf und Zeichenlehrer
- Wilhelm von Eberhardt (1791–1867), preußischer Generalleutnant
- Karl Seydelmann (1793–1843), deutscher Schauspieler
- Friedrich Wilhelm Hemprich (1796–1825), deutscher Naturforscher und Zoologe
- Anton Ludwig (1798–1869), deutscher Theologe, von 1846 bis 1869 Großdechant und Vikar der Grafschaft Glatz
- Rudolf von Carnall (1804–1874), deutscher Bergbau-Ingenieur
- Friedrich Albrecht (1818–1890), deutsch-katholischer Theologe und Schriftsteller
- Heinrich Köppen (1822–1883), preußischer Generalmajor und Kommandant von Saarlouis
- Hermann Seyfried (1826–1871), preußischer Offizier und Polizeidirektor in Wiesbaden
- Paul Rogalla von Bieberstein (1835–1907), preußischer Generalmajor und Familienforscher
- Octavio von Zedlitz-Neukirch (1840–1919), deutscher Politiker, Mitglied des Reichstages, Mitglied des preußischen Abgeordnetenhauses
- Ludwig Brieger (1849–1919), Mediziner und Hochschullehrer
- Robert von Dobschütz (1850–1927), königlich preußischer Generalmajor
- Robert Kosch (1856–1942), preußischer Offizier, General
- Emma Ihrer (1857–1911), deutsche Politikerin und Gewerkschafterin
- Curt von Kronhelm (1859–1937), preußischer Generalmajor
- Paul Walter (1859–1918), deutscher Schriftsteller
- Alfred Janeba (1869–1951), deutscher Politiker (Zentrumspartei)
- Emil Stephan (1872–1908), Arzt und Leiter der Deutschen Marineexpedition auf Neumecklenburg
- Robert Karger (1874–1946), schlesischer Dialektdichter, Schriftsteller und Journalist
- Leopold von Wiese (1876–1969), deutscher Nationalökonom und Soziologe
- Carl Bruck (1879–1944), deutscher Arzt und Dermatologe
- Otto Reche (1879–1966), deutscher Anthropologe und Ethnologe
- Wilhelm Scheuermann (1879–1945), deutscher Journalist und archäologischer Laienforscher
- Rudolf Richter (1881–1957), deutscher Paläontologe
- Georg Mende (1883–1951), Jurist und Oberbürgermeister der Stadt Castrop-Rauxel
- Georg Wache (1886–1977), deutscher Politiker, Landtagsabgeordneter in Niedersachsen
- Albrecht Schubert (1886–1966), deutscher Offizier, zuletzt General der Infanterie im Zweiten Weltkrieg
- Gustav Böhm (1888–nach 1945), deutscher Verwaltungsjurist
- Renée Sintenis (1888–1965), deutsche Bildhauerin und Graphikerin
- Peter Jeschke (1895–1979), deutscher Rechtsanwalt und Kommunalpolitiker
- Karl Franz Klose (1897–1984), deutscher Fotograf
- Paul Preis (1900–1979), deutscher Komponist und Dirigent
- Gerhard Mohr (1901–1979), deutscher Komponist und Arrangeur
- Georg Neugebauer (1901–1984), deutscher Politiker, Reichstagsabgeordneter
- Friedrich-Wilhelm Geier (1903–1965), deutscher Jurist und Richter am Bundesgerichtshof
- Annelies Kupper (1906–1987), deutsche Opernsängerin
- Gerhard Hirschfelder (1907–1942), Jugendseelsorger der ehemaligen Grafschaft Glatz und Widerstandskämpfer gegen den Nationalsozialismus
- Ilse R. Wolff (1908–2001), deutsch-englische Herausgeberin und Verlegerin
- Walter Kalot (1909–1996), deutscher Bildhauer, Grafiker und Maler
- Fritz Rudolf Wüst (1912–1993), deutscher Althistoriker
- Ludwig Friedel (1917–2007), deutscher Industriekaufmann, Fotograf, Bildhauer und Maler
- Theodor Hubrich (1919–1992), römisch-katholischer Theologe und Bischof
- Hans Richard Schittny (1924–2009), deutscher Apotheker und Schriftsteller
- Rosemarie Scheurlen (1925–2023), deutsche Politikerin im Saarland (FDP)
- Gerhard Steffens (1927–1998), deutscher Politiker (CDU)
- Siegfried Kristen (1928–2019), deutscher Schauspieler
- Herbert F. Schubert (1931–2011), deutscher Tänzer und Choreograf
- Bernhard Neugebauer (1932–2015), deutscher Diplomat und Politiker (DDR)
- Wiegand Pabsch (1932–2023), deutscher Jurist und Diplomat
- Joachim Sobotta (1932–2017), deutscher Journalist und Jurist
- Dieter Augustin (1934–1989), deutscher Schauspieler und Komiker
- Peter Becker (1934–2018), deutscher Musikpädagoge
- Klemens Jockwig (* 1936), deutscher Redemptorist, römisch-katholischer Theologe
- Hans Jürgen Schmidt-Schicketanz (1936–2023), Architekt, Funktionär seines Berufsstands
- Peter Hentschel (1939–2006), deutscher Jurist
- Gert Kreutzer (* 1940), deutscher Skandinavist und Übersetzer
- Volker Issmer (1943–2023), deutscher Historiker und Schriftsteller
- Bogdan Zdrojewski (* 1957), polnischer Politiker, Europa-Abgeordneter
- Monika Muskała (* 1966), polnische Autorin und Übersetzerin
- Jan Daniec (1968–2007), polnischer Fußballspieler
- Gabriela Muskała (* 1969), polnische Schauspielerin
- Jakub Szulc (* 1973), polnischer Politiker, 2008–2012 stellvertretender Gesundheitsminister
- Weronika Nowakowska-Ziemniak (* 1986), polnische Biathletin
- Sebastian Witek (* 1986), polnischer Biathlet
- Łukasz Krawczuk (* 1989), polnischer Leichtathlet

### Gefangene der Festung Glatz
- Wenzel von Jägerndorf (um 1440–1479), 1452–1464 Herzog von Jägerndorf und 1464–1474 Herzog von Rybnik
- Georg Popel von Lobkowicz (um 1551–1607), böhmischer Adeliger und Politiker
- Friedrich Freiherr von der Trenck (1727–1794), preußischer Offizier und Abenteurer
- Heinrich Bürgers (1820–1878), verurteilt im Kölner Kommunistenprozess 1852
- Wilhelm Joseph Reiff, verurteilt im Kölner Kommunistenprozess 1852
- Peter Nothjung (1821–1866), verurteilt im Kölner Kommunistenprozess 1852
- Karl Liebknecht (1871–1919), deutscher Politiker, Antimilitarist und Rechtsanwalt
- Sophie Ursinus (1760–1836), Serienmörderin

## Städtepartnerschaften
- Carvin (Frankreich), seit 1980[19]
- Bensheim (Deutschland), seit 1996
- Fléron (Belgien), seit 1995
- Náchod (Tschechien), seit 1995
- Rychnov nad Kněžnou (Tschechien), seit 2008
- Limanowa (Polen), seit 2018

Die Stadt ist Mitglied des Bundes der europäischen Napoleonstädte.